# Liste des présidents du conseil départemental d'Ille-et-Vilaine
La liste des présidents du conseil départemental d'Ille-et-Vilaine détaille l'ensemble des personnalités politiques nommées ou élues à la tête du conseil départemental — appelé « conseil général » avant 2015 — depuis la Révolution française.

## Histoire

### Origine du conseil général
Le conseil général est un organe administratif créé dans le cadre de la loi concernant la division du territoire de la République et l’administration du 28 pluviôse an VIII (17 février 1800).  Ceux-ci sont nommés par le chef d’État de 1800 à 1833.
Sous la monarchie de Juillet, la loi du 22 juin 1833 instaure l’élection des conseillers généraux au suffrage censitaire dans le cadre d’une circonscription électorale : le canton.
Un décret du 5 mars 1848 du Gouvernement provisoire met en place le suffrage universel lors des élections cantonales.

### Nominations et scrutins
Sous la Restauration et au début de la monarchie de Juillet des nominations ont lieu.
| Régime                  | Année de scrutin |
| ----------------------- | --- |
| Monarchie de Juillet    | 1833, 1839, 1842 et 1845 |
| Gouvernement provisoire | 1848 |
| Deuxième République     | 1852 |
| Second Empire           | 1855, 1858, 1861, 1864, 1867 et 1870                                                                                                |
| Troisième République    | 1871, 1874, 1877, 188, 1883, 1886, 1889, 1892, 1895, 1898, 1901, 1904, 1907, 1910, 1913, 1919, 1922, 1925, 1928, 1931, 1934 et 1937 |
| Quatrième République    | 1945, 1949, 1951, 1955 et 1958 |
| Cinquième République    | 1961, 1964, 1967, 1970, 1973, 1976, 1979, 1982, 1985, 1988, 1992, 1994, 1998, 2001, 2004, 2008, 2011, 2015 et 2021                  |

Le conseil général est entièrement renouvelé à l’occasion des élections de novembre 1833, d'août et septembre 1848, d'août 1852, d'octobre 1871, de décembre 1919 et de septembre 1945. À partir du scrutin de mars 2015, renommé « élections départementales », l'assemblée est renouvelée intégralement tous les 6 ans.

### Évolution de la fonction
À la suite d’une loi du 12 octobre 1940, le conseil général est supprimé par le gouvernement de Pierre Laval. Par la loi du 7 août 1942 relative à l’institution des conseils départementaux, remplaçant les conseils généraux, un conseil départemental d'Ille-et-Vilaine est mis en place. Ce dernier, siégeant entre le 17 avril 1943 et 1945, est supprimé par l’ordonnance du 9 août 1944 relative au rétablissement de la légalité républicaine sur le territoire continental, qui restaure le conseil général.
Depuis la loi de décentralisation du 2 mars 1982 et celles des 7 janvier et 22 juillet 1983, certaines compétences traditionnellement imparties à l’État sont attribuées au conseil général. Dès lors, le président du conseil général partage avec le préfet d'Ille-et-Vilaine le pouvoir exécutif dans le cadre du département.

## Liste des présidents par période de nomination ou d’élection
La liste suivante présente les présidents nommés ou élus dans le département selon le régime politique.

### Consulat
| Période | Période | Identité              | Étiquette | Étiquette | Qualité |
| ------- | ------- | --------------------- | --------- | --------- | ------- |
| 1800    | 1803    | Bertin                |           |           |         |
| 1803    | 1804    | Guillaume Legraverend |           | Bonap.    |         |

### Premier Empire
| Période | Période | Identité                 | Étiquette | Étiquette | Qualité                                                         |
| ------- | ------- | ------------------------ | --------- | --------- | --------------------------------------------------------------- |
| 1804    | 1807    | Jacques-Joseph Corbière  |           | Ultra     |                                                                 |
| 1807    | 1809    | Guillaume Legraverend    |           | Bonap.    |                                                                 |
| 1809    | 1810    | Jacques-Joseph Corbière  |           | Ultra     |                                                                 |
| 1810    | 1810    | Louis Aubrée de Kernaour |           | Ultra     | Ancien professeur à la faculté de droit et président de chambre |
| 1810    | 1813    | Guillaume Legraverend    |           | Bonap.    |                                                                 |
| 1813    | 1814    | Jacques-Joseph Corbière  |           | Ultra     |                                                                 |

### Restauration
| Période | Période | Identité                 | Étiquette | Étiquette | Qualité                                                                                              |
| ------- | ------- | ------------------------ | --------- | --------- | --- |
| 1814    | 1816    | Louis Aubrée de Kernaour |           | Ultra     | Ancien professeur à la faculté de droit et président de chambre                                      |
| 1816    | 1822    | Jacques-Joseph Corbière  |           | Ultra     | |
| 1822    | 1831    | Louis Aubrée de Kernaour |           | Ultra     | Ancien professeur à la faculté de droit et président de chambre Démissionnaire pour refus de serment |

### Monarchie de Juillet
| Période                                                       | Période                                                       | Identité                                 | Étiquette | Étiquette   | Qualité |
| ------------------------------------------------------------- | ------------------------------------------------------------- | ---------------------------------------- | --------- | ----------- | --- |
| 10 mai 1831 – 2 juin 1832 (1 an et 23 jours)                  | 10 mai 1831 – 2 juin 1832 (1 an et 23 jours)                  | Denis-Duporzon                           |           | Tiers-Parti | |
| 2 juin 1832 – 23 janvier 1833 (7 mois et 21 jours)            | 2 juin 1832 – 23 janvier 1833 (7 mois et 21 jours)            | Fidèle-Marie Gaillard de Kerbertin       |           | Doctrin.    | Premier président de la cour royale de Rennes Député d'Ille-et-Vilaine (1830 → 1842) |
| 23 janvier 1833 – 31 juillet 1833 (6 mois et 8 jours)         | 23 janvier 1833 – 31 juillet 1833 (6 mois et 8 jours)         | Louis-Spiridion Frain de La Villegontier |           | Légit.      | Pair de France (1830 → 1848) Ancien préfet d'Ille-et-Vilaine (1817 → 1824) |
| 31 juillet 1833 – 12 juillet 1834 (11 mois et 11 jours)       | 31 juillet 1833 – 12 juillet 1834 (11 mois et 11 jours)       | Fidèle-Marie Gaillard de Kerbertin       |           | Doctrin.    | Premier président de la cour royale de Rennes Conseiller général de Châteauneuf et de Pleurtuit (1833 → 1845) Député d'Ille-et-Vilaine (1830 → 1842)                                              |
| 12 juillet 1834 – 18 septembre 1835 (1 an, 2 mois et 6 jours) | 12 juillet 1834 – 18 septembre 1835 (1 an, 2 mois et 6 jours) | Jean-Baptiste Mancel                     |           |             | Ancien conseiller de préfecture, Rennes Conseiller général de Châteaugiron et de Liffré (1833 → 1837)                                                                                             |
| 18 septembre 1835 – 22 août 1836 (11 mois et 4 jours)         | 18 septembre 1835 – 22 août 1836 (11 mois et 4 jours)         | René Julien Barbotin                     |           |             | Maître chirurgien et propriétaire, Bain Conseiller général de Bain et de Grand-Fougeray (1833 → 1837)                                                                                             |
| 22 août 1836 – 24 août 1837 (1 an et 2 jours)                 | 22 août 1836 – 24 août 1837 (1 an et 2 jours)                 | Fidèle-Marie Gaillard de Kerbertin       |           | Doctrin.    | Premier président de la cour royale de Rennes Conseiller général de Châteauneuf et de Pleurtuit (1833 → 1845) Conseiller général de Rennes-Nord-Est (1836) Député d'Ille-et-Vilaine (1830 → 1842) |
| 24 août 1837 – 20 août 1838 (11 mois et 27 jours)             | 24 août 1837 – 20 août 1838 (11 mois et 27 jours)             | Antoine Mangin d'Oins                    |           | Mouvement.  | Ancien officier et capitaine d'état-major Conseiller général de Hédé (1833 → 1844) Député d'Ille-et-Vilaine (1831 → 1840)                                                                         |
| 20 août 1838 – 24 août 1840 (2 ans et 4 jours)                | 20 août 1838 – 24 août 1840 (2 ans et 4 jours)                | Fidèle-Marie Gaillard de Kerbertin       |           | Doctrin.    | Premier président de la cour royale de Rennes Conseiller général de Châteauneuf et de Pleurtuit (1833 → 1845) Député d'Ille-et-Vilaine (1830 → 1842)                                              |
| 24 août 1840 – 10 décembre 1840 (3 mois et 16 jours)          | 24 août 1840 – 10 décembre 1840 (3 mois et 16 jours)          | Joseph Thomas de la Plesse               |           | Légit.      | Avocat Conseiller général de Vitré-Est (1833 → 1848) Député d'Ille-et-Vilaine (1838 → 1848) Maire de Vitré                                                                                        |
| 10 décembre 1840 – 23 août 1841 (8 mois et 13 jours)          | 10 décembre 1840 – 23 août 1841 (8 mois et 13 jours)          | Christophe                               |           |             | |
| 23 août 1841 – 8 septembre 1842 (1 an et 16 jours)            | 23 août 1841 – 8 septembre 1842 (1 an et 16 jours)            | Joseph Thomas de la Plesse               |           | Légit.      | Avocat Conseiller général de Vitré-Est (1833 → 1848) Député d'Ille-et-Vilaine (1838 → 1848) Maire de Vitré                                                                                        |
| 8 septembre 1842 – 24 août 1845 (2 ans, 11 mois et 16 jours)  | 8 septembre 1842 – 24 août 1845 (2 ans, 11 mois et 16 jours)  | Fidèle-Marie Gaillard de Kerbertin       |           | Doctrin.    | Pair de France (avril → octobre 1845) Conseiller général de Châteauneuf et de Pleurtuit (1833 → 1845) Décédé en fonction                                                                          |
| 24 août 1845 – 26 décembre 1846 (1 an, 4 mois et 2 jours)     | 24 août 1845 – 26 décembre 1846 (1 an, 4 mois et 2 jours)     | Auguste de Berthois                      |           | Orléan.     | Maréchal de camp, ingénieur militaire Député de la circonscription de Vitré (1832 → 1848) |
| 26 décembre 1846 – 30 août 1847 (8 mois et 4 jours)           | 26 décembre 1846 – 30 août 1847 (8 mois et 4 jours)           | Philippe Joüin                           |           | Mouvement.  | Banquier Conseiller général de Rennes-Nord-Ouest (1833 → 1848) Ancien maire de Rennes (1830 → 1837)                                                                                               |
| 30 août 1847 – 4 avril 1848 (7 mois et 5 jours)               | 30 août 1847 – 4 avril 1848 (7 mois et 5 jours)               | Auguste de Berthois                      |           | Orléan.     | Maréchal de camp, ingénieur militaire Député de la circonscription de Vitré (1832 → 1848) |

### Seconde République
| Période                                                    | Période                                                    | Identité            | Étiquette | Étiquette  | Qualité |
| ---------------------------------------------------------- | ---------------------------------------------------------- | ------------------- | --------- | ---------- | --- |
| 4 avril 1848 – 21 novembre 1848 (7 mois et 17 jours)       | 4 avril 1848 – 21 novembre 1848 (7 mois et 17 jours)       | Philippe Joüin      |           | Mouvement. | Banquier Conseiller général de Rennes-Nord-Ouest (1833 → 1848) Ancien maire de Rennes (1830 → 1837)                                        |
| 21 novembre 1848 – 23 août 1852 (3 ans, 9 mois et 2 jours) | 21 novembre 1848 – 23 août 1852 (3 ans, 9 mois et 2 jours) | Emmanuel Pontgérard |           | Légit.     | Négociant en vins Conseiller général de Rennes-Nord-Est (1845 → 1853) Député d'Ille-et-Vilaine (1849 → 1853) Maire de Rennes (1843 → 1853) |

### Second Empire
| Période                                         | Période                                         | Identité                               | Étiquette | Étiquette | Qualité |
| ----------------------------------------------- | ----------------------------------------------- | -------------------------------------- | --------- | --------- | --- |
| 23 août 1852 – 24 août 1868 (16 ans et 1 jour)  | 23 août 1852 – 24 août 1868 (16 ans et 1 jour)  | Honoré-Charles Baston de La Riboisière |           | Bonap.    | Général, propriétaire à Fougères Conseiller général de Louvigné-du-Désert (1833 → 1868) Sénateur nommé (1852 → 1868)                      |
| 24 août 1868 – 1871 (2 ans, 6 mois et 20 jours) | 24 août 1868 – 1871 (2 ans, 6 mois et 20 jours) | Armand Gaultier de La Guistière        |           | Bonap.    | Docteur en droit Conseiller général du Sel-de-Bretagne (1864 → 1871) Député d'Ille-et-Vilaine (1863 → 1870) Maire de Rennes (1867 → 1870) |

### Troisième République
| Période | Période | Identité                       | Étiquette | Étiquette    | Qualité |
| ------- | ------- | ------------------------------ | --------- | ------------ | --- |
| 1871    | 1889    | Félix Martin-Feuillée          |           | Rép.opp      | Avocat au barreau de Rennes Sous-secrétaire d'État (1879 → 1882), ministre de la Justice (1883 → 1885) Conseiller général de Châteaugiron (1867 → 1889) Député d'Ille-et-Vilaine (Rennes-2) (1876 → 1889) |
| 1889    | 1892    | Waldeck Lemoyne de La Borderie |           | Légit.       | Propriétaire du château de la Bicheptière à Cornillé Conseiller général de Vitré-Ouest (1861 → 1903) Ancien maire de Vitré (1855 → 1863)                                                                  |
| 1892    | 1897    | Théophile Roger-Marvaise       |           | Prog.        | Avocat au Conseil d'État et à la Cour de cassation Conseiller général de Saint-Brice-en-Coglès (1880 → 1898) Ancien sénateur d'Ille-et-Vilaine (1879 → 1888)                                              |
| 1897    | 1921    | René Brice                     |           | Prog-FR      | Docteur en droit et avocat au barreau de Rennes Conseiller général du Sel-de-Bretagne (1871 → 1921) Député d'Ille-et-Vilaine (Rennes-2) (1893 → 1921) Adjoint au maire de Rennes Décédé en fonction       |
| 1921    | 1924    | Charles Guernier               |           | Rép.G        | Professeur de faculté de droit Conseiller général de Cancale (1910 → 1940) Député d'Ille-et-Vilaine (Saint-Malo-1) (1906 → 1924 et 1932 → 1940)                                                           |
| 1924    | 1928    | Alexandre Lefas                |           | URD          | Professeur de faculté de droit Conseiller général de Saint-Aubin-du-Cormier (1919 → 1931) Député d'Ille-et-Vilaine (Fougères) (1902 → 1919 et 1924 → 1933)                                                |
| 1928    | 1935    | Jean-Marie Maugère             |           | Rép.G        | Agriculteur Conseiller général de Rennes-Sud-Ouest (1885 → 1940) Maire de Bourgbarré (1878 → 1940) |
| 1935    | 1937    | Alphonse Gasnier-Duparc        |           | Rad.soc.     | Avocat Conseiller général de Saint-Malo (1913 → 1940) Sénateur d'Ille-et-Vilaine (1932 → 1941) Maire de Saint-Malo (1912 → 1941)                                                                          |
| 1937    | 1940    | Marcel Rupied                  |           | Conservateur | Notaire Conseiller général de Vitré-Ouest (1922 → 1928 et 1934 → 1940) Maire de Vitré (1939 → 1944) |

De 1940 à 1945, les conseils généraux sont suspendus.

### Quatrième République
| Période                                             | Période                                             | Identité       | Étiquette | Étiquette | Qualité |
| --------------------------------------------------- | --------------------------------------------------- | -------------- | --------- | --------- | --- |
| 29 octobre 1945 – novembre 1948 (3 ans et 18 jours) | 29 octobre 1945 – novembre 1948 (3 ans et 18 jours) | Marcel Ménager |           | MRP       | Représentant Conseiller général de Fougères-Nord (1945 → 1951) Adjoint au maire de Fougères                                          |
| novembre 1948 – 17 juin 1961 (12 ans et 7 mois)     | novembre 1948 – 17 juin 1961 (12 ans et 7 mois)     | Marcel Rupied  |           | CNIP      | Ancien notaire Conseiller général de Vitré-Ouest (1945 → 1961) Sénateur d'Ille-et-Vilaine (1948 → 1959) Maire de Vitré (1945 → 1961) |

### Cinquième République
| Période                                                    | Période                                                    | Identité                   | Étiquette | Étiquette | Qualité |
| ---------------------------------------------------------- | ---------------------------------------------------------- | -------------------------- | --------- | --------- | --- |
| 17 juin 1961 – 18 mars 1964 (2 ans, 9 mois et 1 jour)      | 17 juin 1961 – 18 mars 1964 (2 ans, 9 mois et 1 jour)      | Robert de Toulouse-Lautrec |           | CNIP      | Ancien propriétaire-exploitant Conseiller général de Mordelles (1945 → 1964) Maire de Mordelles (1919 → 1965) |
| 18 mars 1964 – 22 mai 1965 (1 an, 2 mois et 4 jours)       | 18 mars 1964 – 22 mai 1965 (1 an, 2 mois et 4 jours)       | Maurice Audrain            |           | CG        | Médecin Conseiller général de Châteaugiron (1951 → 1965) Maire de Noyal-sur-Vilaine (1942 → 1944 et 1945 → 1965) Décédé en fonction |
| 10 janvier 1966 – 15 mars 1976 (10 ans, 2 mois et 5 jours) | 10 janvier 1966 – 15 mars 1976 (10 ans, 2 mois et 5 jours) | Henri Fréville             |           | MRP → CD  | Professeur d'université Conseiller général de Rennes-Nord-Est (1958 → 1973) Conseiller général de Rennes-V (1973 → 1976) Député d'Ille-et-Vilaine (1re circ.) (1958 → 1968) Sénateur d'Ille-et-Vilaine (1971 → 1980) Maire de Rennes (1953 → 1977) |
| 15 mars 1976 – 22 mars 1982 (6 ans et 7 jours)             | 15 mars 1976 – 22 mars 1982 (6 ans et 7 jours)             | François Le Douarec        |           | UDR → RPR | Avocat Conseiller général de Rennes-VIII (1973 → 1979) Conseiller général de Rennes-I (1979 → 1985) Ancien conseiller général de Rennes-Sud-Ouest (1969 → 1973) Député d'Ille-et-Vilaine (2e circ.) (1962 → 1981)                                  |
| 22 mars 1982 – 23 mars 2001 (19 ans et 1 jour)             | 22 mars 1982 – 23 mars 2001 (19 ans et 1 jour)             | Pierre Méhaignerie         |           | CDS → UDF | Ingénieur du génie rural et des eaux et forêts Conseiller général de Vitré-Est (1976 → 2001) Député d'Ille-et-Vilaine : (3e circ.) (1973 → 1976, 1978 et 1981 → 1986) puis (5e circ.) (1988 → 1993 et 1995 → 2012) Maire de Vitré (1977 → 2020)    |
| 23 mars 2001 – 1er avril 2004 (3 ans et 9 jours)           | 23 mars 2001 – 1er avril 2004 (3 ans et 9 jours)           | Marie-Joseph Bissonnier    |           | UMP       | Chirurgien-dentiste Conseiller général de Plélan-le-Grand (1979 → 2004) Ancien maire de Plélan-le-Grand (1979 → 1995) |
| 1er avril 2004 – 2 avril 2015 (11 ans et 1 jour)           | 1er avril 2004 – 2 avril 2015 (11 ans et 1 jour)           | Jean-Louis Tourenne        |           | PS        | Principal de collège retraité Conseiller général de Hédé (1973 → 2015) Sénateur d'Ille-et-Vilaine (2014 → 2020) Maire de La Mézière (1983 → 2004)                                                                                                  |
| 2 avril 2015 – En cours (9 ans, 11 mois et 14 jours)       | 2 avril 2015 – En cours (9 ans, 11 mois et 14 jours)       | Jean-Luc Chenut            |           | PS        | Attaché territorial Conseiller départemental du Rheu (depuis 2015) Ancien conseiller général de Mordelles (2008 → 2015) Maire du Rheu (2001 → 2015) Réélu pour le mandat 2021-2028                                                                 |

## Galerie

Portraits de présidents du conseil général puis départemental d'Ille-et-Vilaine
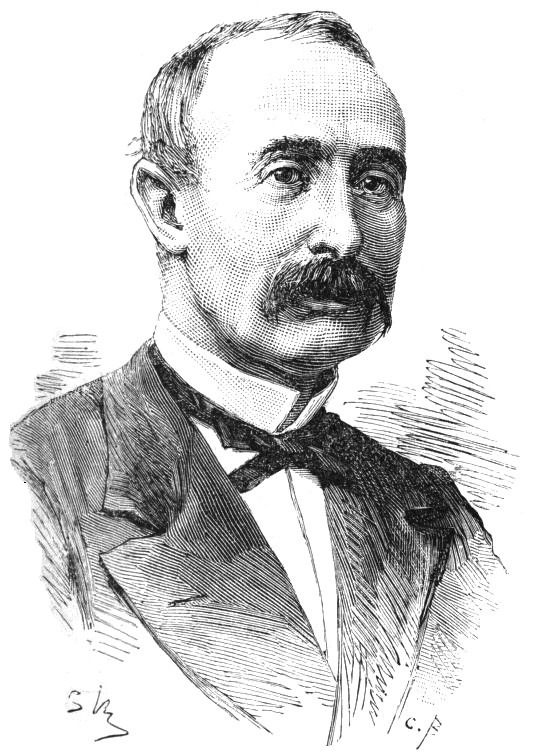
Félix Martin-Feuillée (1871-1889)
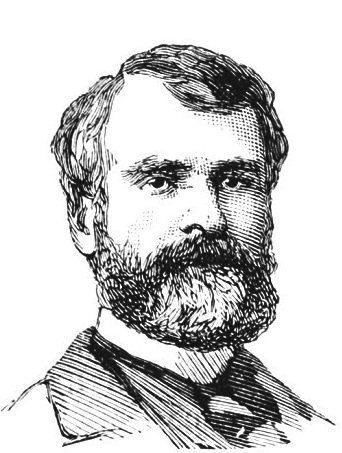
Théophile Roger-Marvaise (1892-1897)
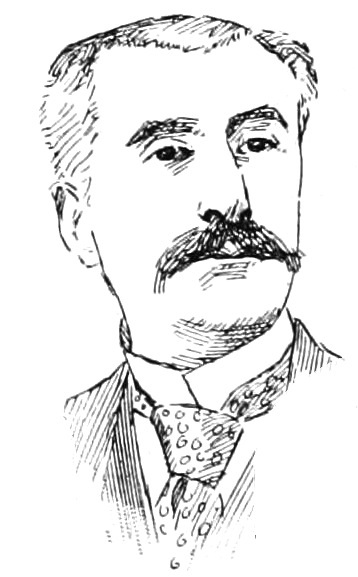
René Brice (1897-1921)
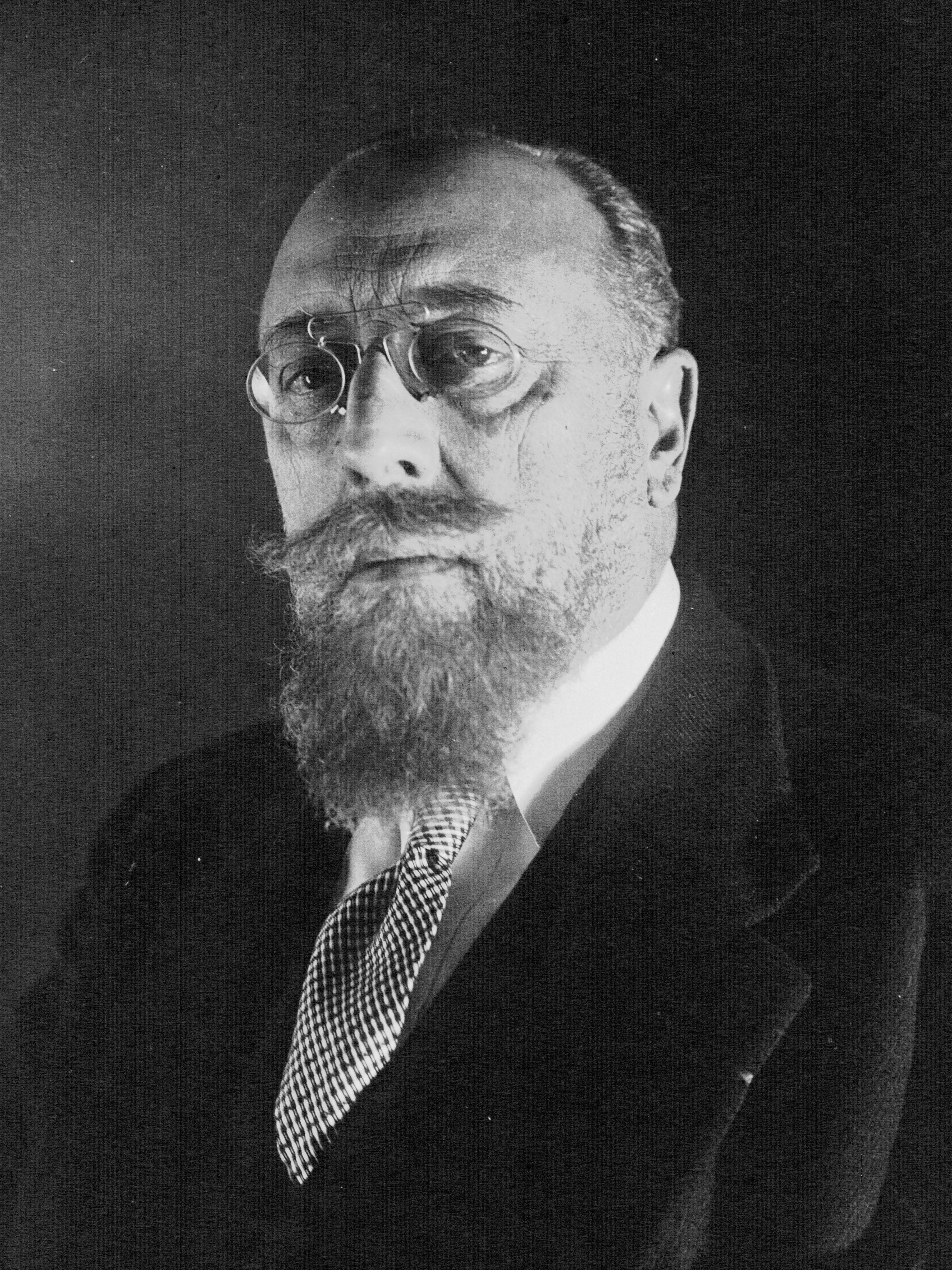
Charles Guernier (1921-1924)
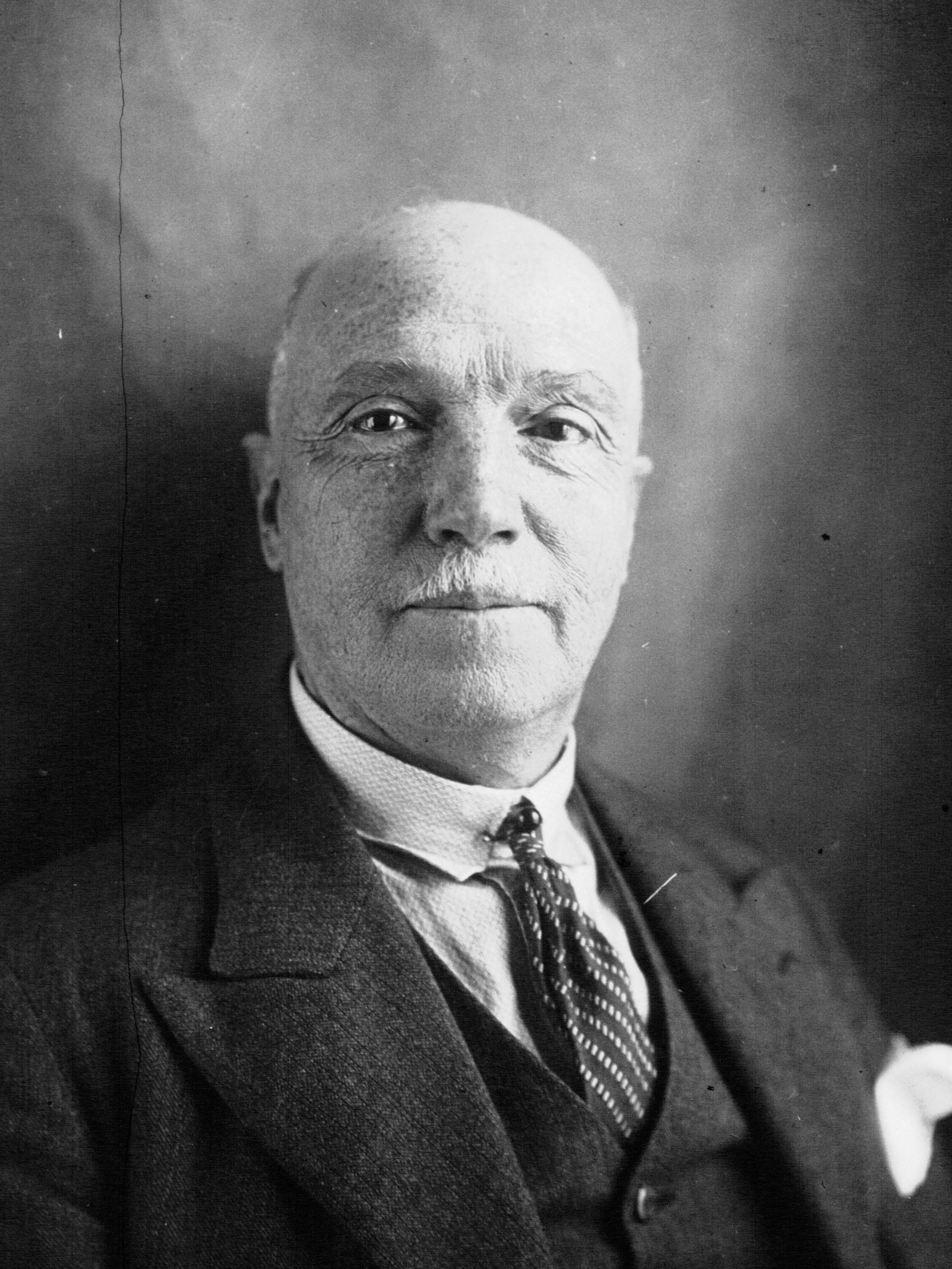
Alexandre Lefas (1924-1928)
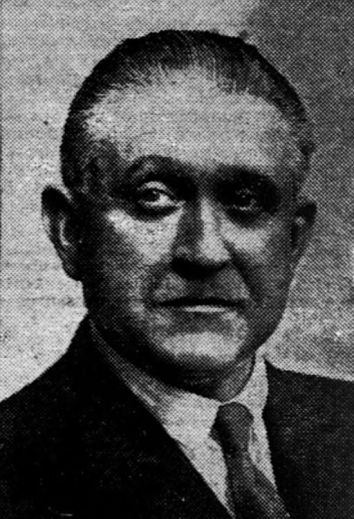
Alphonse Gasnier-Duparc (1935-1937)
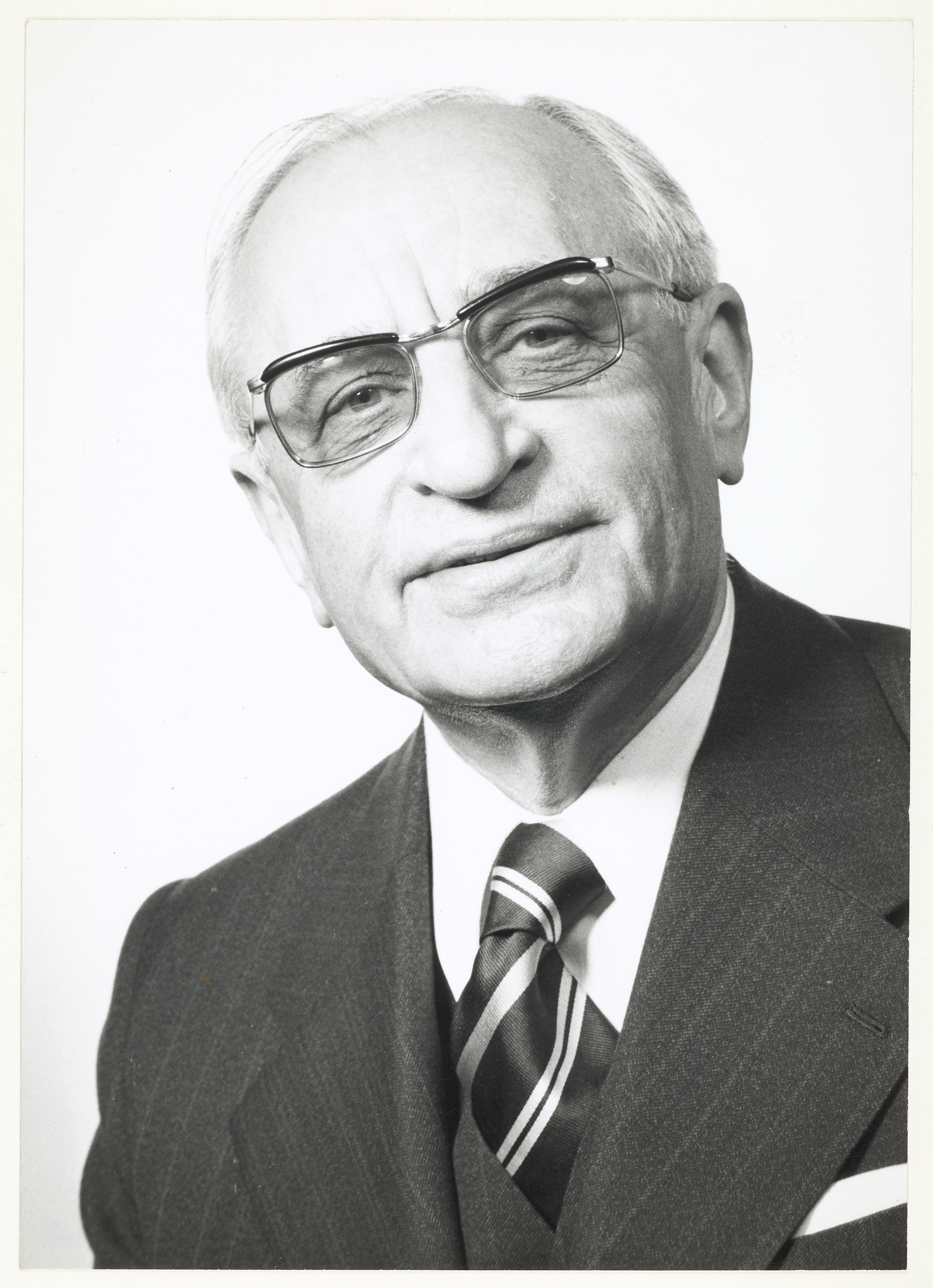
Henri Fréville (1966-1976)
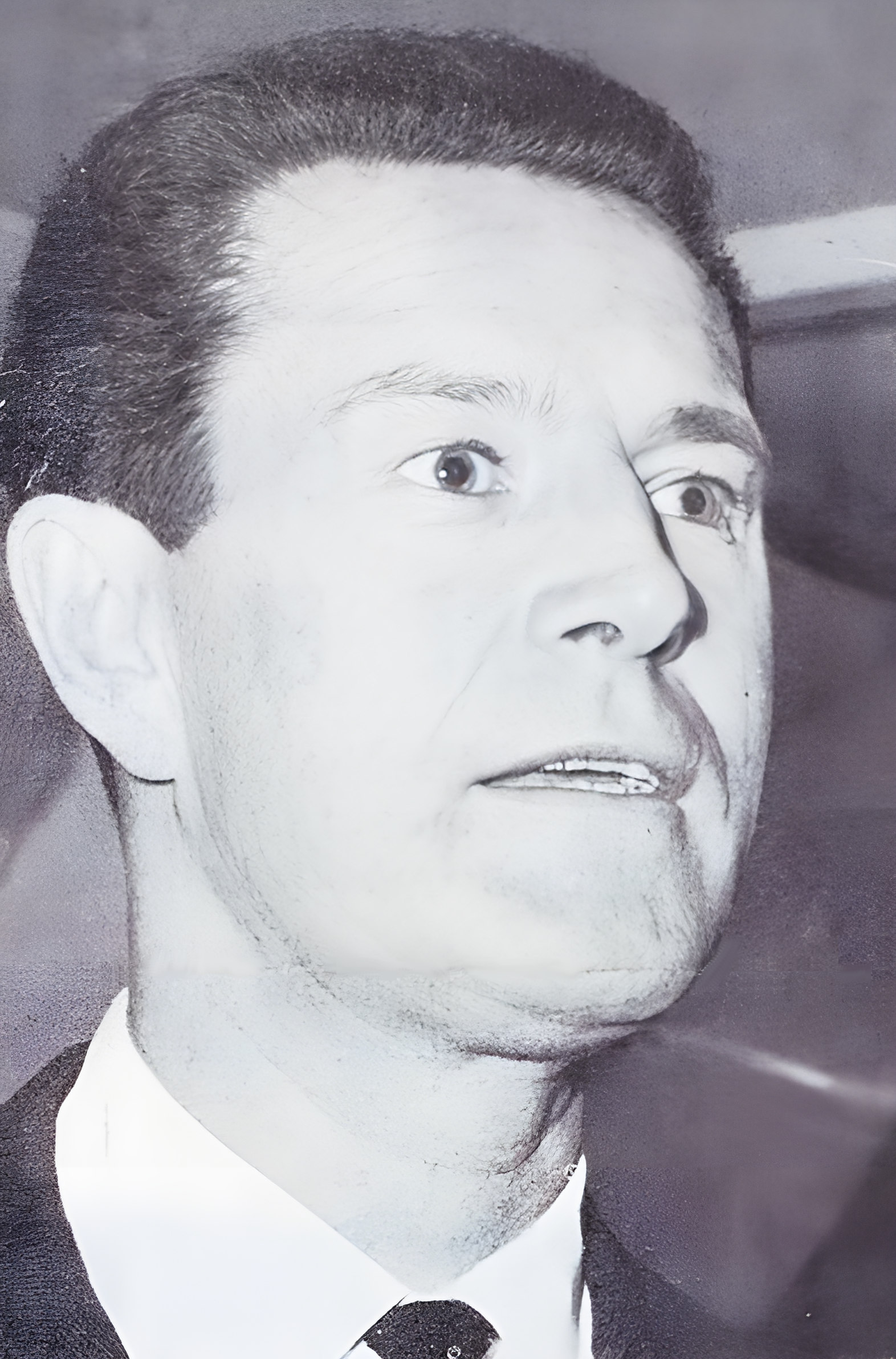
François Le Douarec (1976-1982)
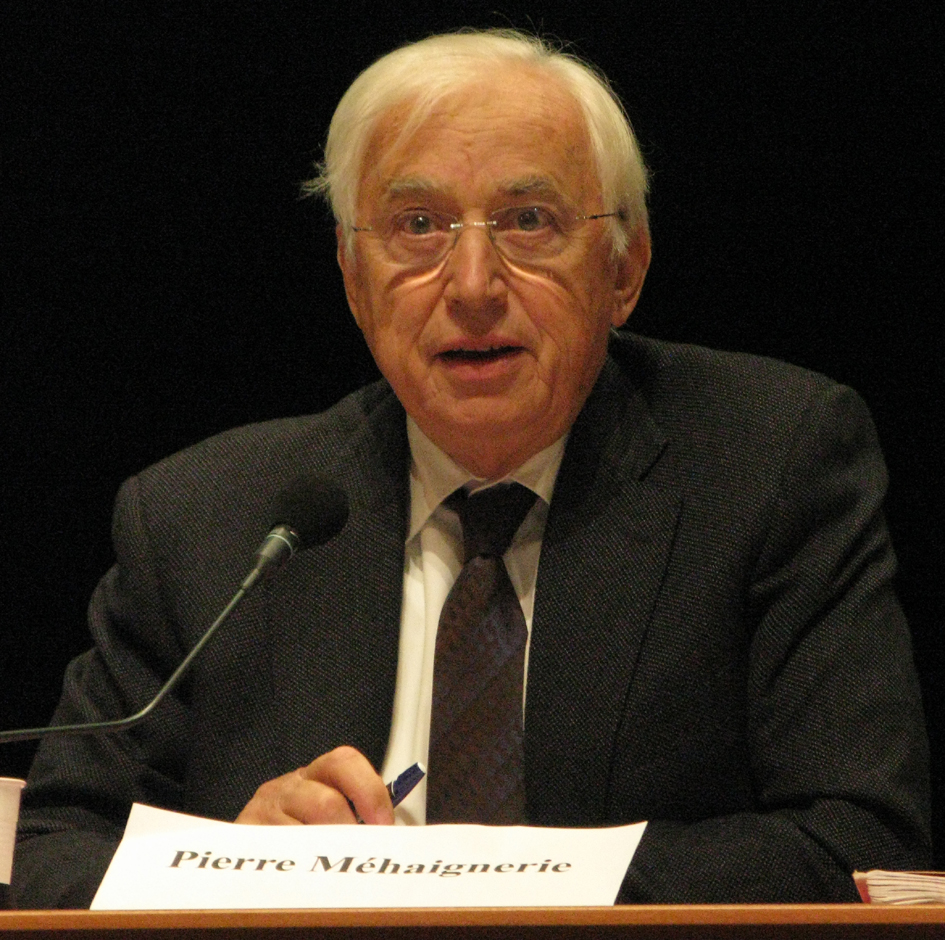
Pierre Méhaignerie (1982-2001)
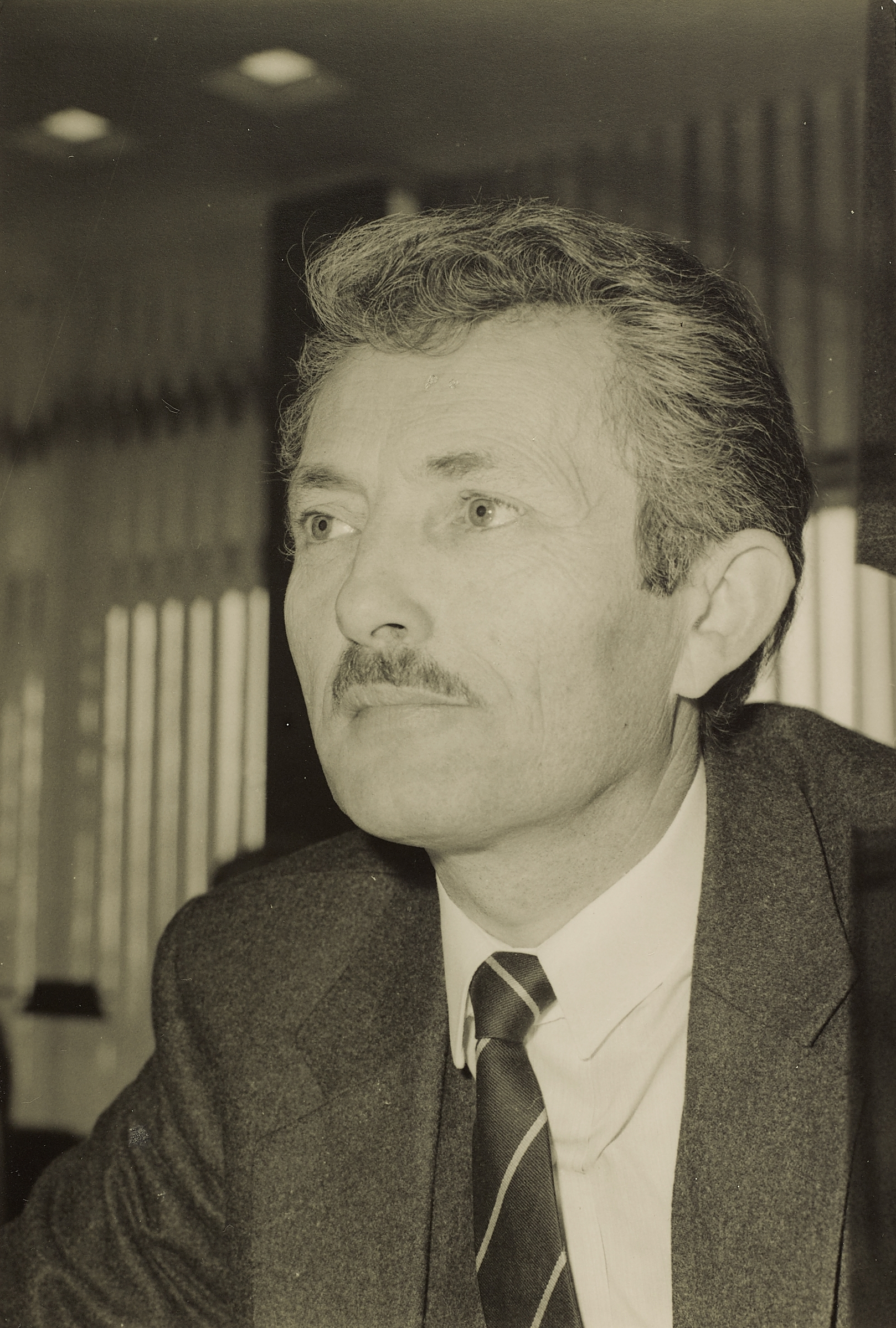
Marie-Joseph Bissonnier (2001-2004)
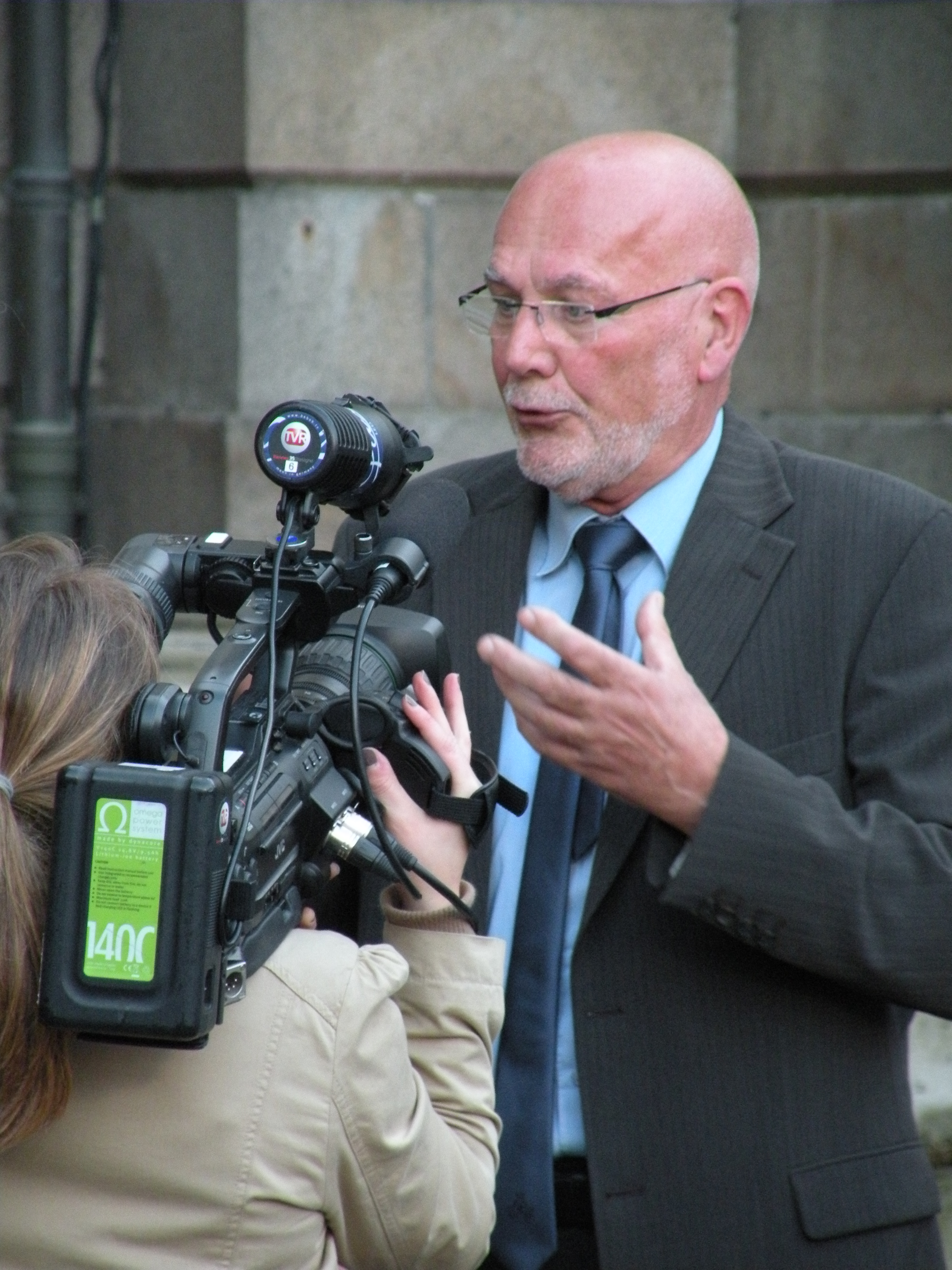
Jean-Louis Tourenne (2004-2015)